# مصطفى دابو
مصطفى دابو (بالفرنسية: Moustapha Dabo)‏ (ولد في 17 فبراير 1986) هو لاعب كرة قدم سنغالي يلعب حاليا مع فيفي سبورتس 05 السويسري.

## المسيرة الرياضية
بدأ دابو بداية جيدة في مسيرته المهنية في أورانيا جينيف وسرعان ما انتقل إلى سيون. بسبب عدم قدرته على إثبات نفسه في سيون فقد أمضى الكثير من وقته على سبيل الإعارة في نوادي أخرى. بعد سيون انتقل إلى قطر ليلعب لفترة قصيرة مع السيلية ثم اتحاد كلباء في الإمارات. عاد إلى سويسرا للتعاقد مع يافردون-سبورت في يناير 2011. بعد ستة أشهر انتقل إلى آراو. في يوليو 2012 وقع دابو مع سبارتاكس يورمالا في الدوري اللاتفي الممتاز. خلال الموسم لعب 4 مباريات فقط دون أن يسجل أي هدف. في أكتوبر 2012 تم فسخ عقد دابو. قرر قبله في دوري أذربيجان الممتاز فسخ عقد لاعبه إيميغارا في منتصف موسم 2012-2013.

### قبله
في يناير 2013 وقع دابو عقدًا لمدة عام واحد مع قبله في دوري أذربيجان الممتاز. لعب دابو أول مباراة له مع قبله في التعادل 1-1 على أرضه أمام قره باغ في 10 فبراير 2013. سجل هدفه الأول والوحيد لقبله في ثاني ظهور له مع قبله في هزيمته 6-1 أمام أزيل في 3 مارس 2012. لعب دابو ما مجموعه 8 مباريات في جميع المسابقات مسجلا هدف واحد فقط. تم فسخ عقده من قبل قبله في منتصف العقد في نهاية موسم 2012-13. بعد فسخ عقده من قبل قبله وقع دابو مع كهرمانماراسبور من دوري الدرجة الثانية التركي في الأول من أغسطس 2013.

## إحصائيات المسيرة الرياضية
حسب 19 مايو 2013.
| الموسم   | النادي           | الدوري                       | الدوري    | الدوري  | الكأس             | الكأس             | كأس الدوري | كأس الدوري | أخرى      | أخرى    | المجموع   | المجموع | المجموع |
| الموسم   | النادي           | الدوري                       | المباريات | الأهداف | المباريات         | الأهداف           | المباريات  | الأهداف    | المباريات | الأهداف | المباريات | الأهداف |         |
| قطر      | قطر              | قطر                          | الدوري    | الدوري  | كأس أمير قطر      | كأس أمير قطر      | كأس الدوري | كأس الدوري | آسيا      | آسيا    | المجموع   | المجموع | المجموع |
| -------- | ---------------- | ---------------------------- | --------- | ------- | ----------------- | ----------------- | ---------- | ---------- | --------- | ------- | --------- | ------- | ------- |
| 2009–10  | السيلية          | دوري نجوم قطر                | 10        | 1       | 0                 | 0                 | —          | —          | —         | —       | 10        | 1       |         |
| الإمارات | الإمارات         | الإمارات                     | الدوري    | الدوري  | كأس رئيس الإمارات | كأس رئيس الإمارات | كأس الدوري | كأس الدوري | آسيا      | آسيا    | المجموع   | المجموع | المجموع |
| 2010–11  | اتحاد كلباء      | دوري الدرجة الأولى الإماراتي | 2         | 0       | 0                 | 0                 | —          | —          | —         | —       | 2         | 0       |         |
| سويسرا   | سويسرا           | سويسرا                       | الدوري    | الدوري  | كأس سويسرا        | كأس سويسرا        | كأس الدوري | كأس الدوري | أوروبا    | أوروبا  | المجموع   | المجموع | المجموع |
| 2010–11  | يافردون سبورت    | دوري التحدي السويسري         | 16        | 2       | 0                 | 0                 | —          | —          | —         | —       | 16        | 2       |         |
| 2011–12  | آراو             | دوري التحدي السويسري         | 14        | 4       | 0                 | 0                 | —          | —          | —         | —       | 14        | 4       |         |
| لاتفيا   | لاتفيا           | لاتفيا                       | الدوري    | الدوري  | كأس لاتفيا        | كأس لاتفيا        | كأس الدوري | كأس الدوري | أوروبا    | أوروبا  | المجموع   | المجموع | المجموع |
| 2012     | سبارتاكس يورمالا | الدوري اللاتفي الممتاز       | 4         | 0       | 1                 | 0                 | —          | —          | —         | —       | 5         | 0       |         |
| أذربيجان | أذربيجان         | أذربيجان                     | الدوري    | الدوري  | كأس أذربيجان      | كأس أذربيجان      | كأس الدوري | كأس الدوري | أوروبا    | أوروبا  | المجموع   | المجموع | المجموع |
| 2012–13  | قبله             | دوري أذربيجان الممتاز        | 7         | 1       | 1                 | 0                 | —          | —          | —         | —       | 8         | 1       |         |
| المجموع  | قطر              | قطر                          | 10        | 1       | 0                 | 0                 | 0          | 0          | 0         | 0       | 10        | 1       |         |
| المجموع  | الإمارات         | الإمارات                     | 2         | 0       | 0                 | 0                 | 0          | 0          | 0         | 0       | 2         | 0       |         |
| المجموع  | سويسرا           | سويسرا                       | 30        | 6       | 0                 | 0                 | 0          | 0          | 0         | 0       | 30        | 6       |         |
| المجموع  | لاتفيا           | لاتفيا                       | 4         | 0       | 1                 | 0                 | 0          | 0          | 0         | 0       | 5         | 0       |         |
| المجموع  | أذربيجان         | أذربيجان                     | 7         | 1       | 1                 | 0                 | 0          | 0          | 0         | 0       | 8         | 1       |         |
| المجموع  | المجموع          | المجموع                      | 53        | 8       | 2                 | 0                 | 0          | 0          | 0         | 0       | 55        | 8       |         |